# Austrodromia yacochuyae
Austrodromia yacochuyae är en tvåvingeart som beskrevs av Claps 1991. Austrodromia yacochuyae ingår i släktet Austrodromia och familjen puckeldansflugor. Inga underarter finns listade i Catalogue of Life.